# 엘리스 헤지나
엘리스 헤지나 카르발류 코스타(브라질 포르투갈어: Elis Regina Carvalho Costa, 1945년 3월 17일 ~ 1982년 1월 19일)는 브라질의 가수이다.

## 같이 보기
- 빌리 홀리데이
- 세라 본
- 엘라 피츠제럴드